# Extraliga ledního hokeje
Extraliga ledního hokeje (sponzorským názvem Tipsport extraliga) je nejvyšší soutěž v ledním hokeji, která je pořádána na území České republiky. Tato soutěž vznikla v sezoně 1993/94 jako nástupce Československé hokejové ligy. Od základní části sezóny 2010/11 nesla soutěž název Tipsport Extraliga. Extraligu zatím hrálo 24 klubů. Pouze pět klubů hraje samostatnou českou soutěž nepřetržitě od vzniku extraligy v roce 1993. Jsou to HC Sparta Praha, HC Dynamo Pardubice, HC Škoda Plzeň, HC Verva Litvínov a HC Vítkovice Ridera.
Soutěže se účastní čtrnáct týmů a většinou probíhá mezi zářím a dubnem. Liga bývá považovaná za pátou nejlepší na světě. Tři nejlepší týmy postupují do Hokejové Ligy mistrů (CHL).

## Systém soutěže
Základní část se hraje od září do února, kdy se všechny týmy utkají čtyřikrát každý s každým (celkem 52 kol). Poté se hraje předkolo play-off, ve kterém se utkají pátý se dvanáctým, šestý s jedenáctým, sedmý s desátým a osmý s devátým umístěným klubem v tabulce po základní části. Hraje se na 3 vítězné zápasy. 
V play-off se hraje vždy na čtyři vítězné zápasy. První nejlepší tým s nejhůře umístěným vítězem předkola, druhý s druhým nejhůře umístěným vítězem předkola, třetí s druhým nejlépe umístěným vítězem předkola a čtvrtý s nejlépe umístěným vítězem předkola. Do semifinále postoupí čtyři kluby a poté dva vítězní semifinalisté do finále. Vítěz finále se stává Mistrem extraligy, konečné druhé až desáté místo je určeno úspěšností týmů v play-off. 
Od sezóny 2022/2023 se počet týmů snížil na 14 a byl aplikován systém barážové série na 4 vítězná utkání mezi posledním (14.) týmem extraligy po základní části a vítězem druhé nejvyšší soutěže.

## Týmy Extraligy

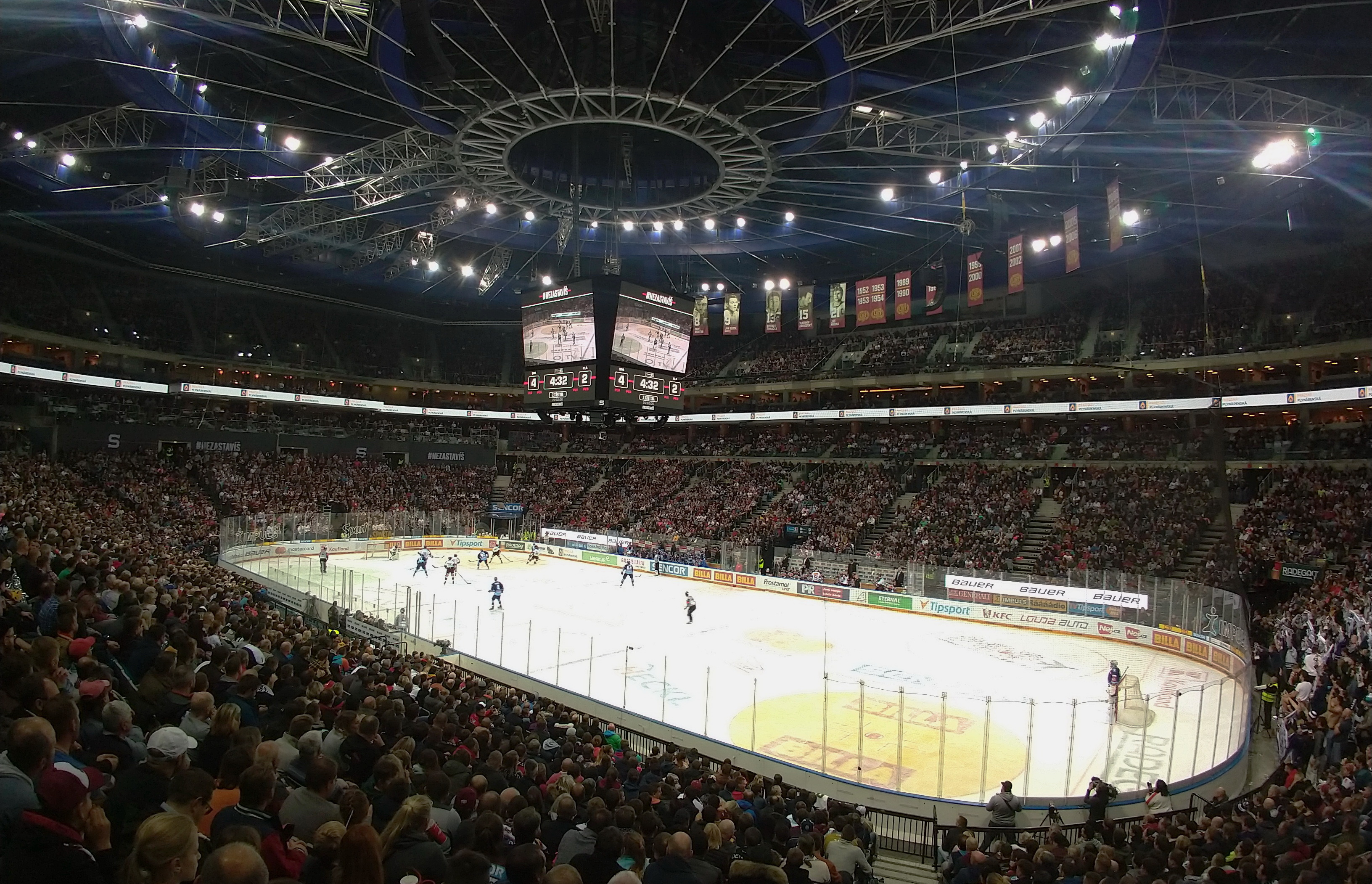
Zápas Extraligy v O_{2} areně (Sparta Praha vs. Rytíři Kladno)

| Tým                          | Logo | Přezdívka     | Město            | Aréna                        | Kapacita      |
| ---------------------------- | ---- | ------------- | ---------------- | ---------------------------- | ------------- |
| Banes Motor České Budějovice |      | Motor         | České Budějovice | Budvar Aréna                 | 6 421 diváků  |
| HC Kometa Brno               |      | Kometa        | Brno             | Winning Group Arena          | 7 700 diváků  |
| Mountfield HK                |      | Lvi           | Hradec Králové   | Zimní stadion Hradec Králové | 6 890 diváků  |
| HC Energie Karlovy Vary      |      | Energetici    | Karlovy Vary     | Mattoni Arena                | 5 874 diváků  |
| Rytíři Kladno                |      | Rytíři        | Kladno           | ČEZ stadion Kladno           | 5 200 diváků  |
| Bílí Tygři Liberec           |      | Tygři         | Liberec          | Home Credit Arena            | 7 500 diváků  |
| HC Verva Litvínov            |      | Chemici       | Litvínov         | Zimní stadion Ivana Hlinky   | 5 944 diváků  |
| BK Mladá Boleslav            |      | Bruslaři      | Mladá Boleslav   | Zimní stadion Mladá Boleslav | 4 200 diváků  |
| HC Olomouc                   |      | Kohouti, Mora | Olomouc          | Zimní stadion Olomouc        | 5 500 diváků  |
| HC Vítkovice Ridera          |      | Vítky         | Ostrava          | Ostravar Aréna               | 9 833 diváků  |
| HC Dynamo Pardubice          |      | Perníkáři     | Pardubice        | Enteria Arena Pardubice      | 10 194 diváků |
| HC Škoda Plzeň               |      | Indiáni       | Plzeň            | LOGSPEED CZ Aréna            | 7 536 diváků  |
| HC Sparta Praha              |      | Sparťani      | Praha            | O2 arena                     | 17 413 diváků |
| HC Oceláři Třinec            |      | Draci         | Třinec           | Werk Arena                   | 5 400 diváků  |

## Vítězné kluby české Extraligy
Všechny extraligové kluby, které kdy hrály nejvyšší soutěž, můžete najít v přehledné historické tabulce, kde je uvedeno i umístění za jednotlivé sezony.
| Sezóna  | Vítěz základní části | Celkový vítěz / sestava                   | Poražený finalista / sestava              | Na utkání                                 | Trenéři mistra                            |
| ------- | -------------------- | ----------------------------------------- | ----------------------------------------- | ----------------------------------------- | ----------------------------------------- |
| 1993/94 | Kladno               | Olomouc                                   | Pardubice                                 | 3 : 1                                     | Josef Augusta a Lubomír Fischer           |
| 1994/95 | Vsetín               | Vsetín                                    | Zlín                                      | 3 : 1                                     | Horst Valášek a Zdislav Tabara            |
| 1995/96 | Sparta Praha         | Vsetín                                    | Litvínov                                  | 4 : 1                                     | Horst Valášek a Zdislav Tabara            |
| 1996/97 | Vsetín               | Vsetín                                    | Vítkovice                                 | 3 : 0                                     | Jan Neliba a Zdislav Tabara               |
| 1997/98 | Vsetín               | Vsetín                                    | Třinec                                    | 3 : 0                                     | Jan Neliba a Zdislav Tabara               |
| 1998/99 | Vsetín               | Vsetín                                    | Zlín                                      | 3 : 0                                     | Zdislav Tabara a Miroslav Venkrbec        |
| 1999/00 | Sparta Praha         | Sparta Praha                              | Vsetín                                    | 3 : 0                                     | František Výborný a Pavel Hynek           |
| 2000/01 | Vsetín               | Vsetín                                    | Sparta Praha                              | 3 : 1                                     | Jan Neliba a Zdislav Tabara               |
| 2001/02 | Sparta Praha         | Sparta Praha                              | Vítkovice                                 | 3 : 1                                     | Václav Sýkora a Pavel Hynek               |
| 2002/03 | Pardubice            | Slavia Praha                              | Pardubice                                 | 4 : 3                                     | Vladimír Růžička a Ondřej Weissmann       |
| 2003/04 | Pardubice            | Zlín                                      | Slavia Praha                              | 4 : 1                                     | Ernest Bokroš a Jaroslav Stuchlík         |
| 2004/05 | Zlín                 | Pardubice                                 | Zlín                                      | 4 : 0                                     | Vladimír Martinec a Jiří Šejba            |
| 2005/06 | Liberec              | Sparta Praha                              | Slavia Praha                              | 4 : 2                                     | František Výborný a Marian Jelínek        |
| 2006/07 | Liberec              | Sparta Praha                              | Pardubice                                 | 4 : 2                                     | František Výborný a Marian Jelínek        |
| 2007/08 | České Budějovice     | Slavia Praha                              | Karlovy Vary                              | 4 : 3                                     | Vladimír Růžička a Jiří Kalous            |
| 2008/09 | Slavia Praha         | Karlovy Vary                              | Slavia Praha                              | 4 : 2                                     | Josef Paleček a Pavel Kněžický            |
| 2009/10 | Plzeň                | Pardubice                                 | Vítkovice                                 | 4 : 0                                     | Václav Sýkora a Jan Votruba               |
| 2010/11 | Třinec               | Třinec                                    | Vítkovice                                 | 4 : 1                                     | Pavel Marek a Břetislav Kopřiva           |
| 2011/12 | Sparta Praha         | Pardubice                                 | Brno                                      | 4 : 2                                     | Pavel Hynek a Ladislav Lubina             |
| 2012/13 | Zlín                 | Plzeň                                     | Zlín                                      | 4 : 3                                     | Milan Razým a Michal Straka               |
| 2013/14 | Sparta Praha         | Zlín                                      | Brno                                      | 4 : 1                                     | Rostislav Vlach a Juraj Jurík             |
| 2014/15 | Třinec               | Litvínov                                  | Třinec                                    | 4 : 3                                     | Radim Rulík a Miloslav Hořava             |
| 2015/16 | Liberec              | Liberec                                   | Sparta Praha                              | 4 : 2                                     | Filip Pešán a Vladimír Čermák             |
| 2016/17 | Liberec              | Brno                                      | Liberec                                   | 4 : 0                                     | Libor Zábranský a Martin Pešout           |
| 2017/18 | Plzeň                | Brno                                      | Třinec                                    | 4 : 1                                     | Libor Zábranský a Kamil Pokorný           |
| 2018/19 | Liberec              | Třinec                                    | Liberec                                   | 4 : 2                                     | Václav Varaďa a Marek Zadina              |
| 2019/20 | Liberec              | play-off zrušeno kvůli pandemii covidu-19 | play-off zrušeno kvůli pandemii covidu-19 | play-off zrušeno kvůli pandemii covidu-19 | play-off zrušeno kvůli pandemii covidu-19 |
| 2020/21 | Sparta Praha         | Třinec                                    | Liberec                                   | 4 : 1                                     | Václav Varaďa a Marek Zadina              |
| 2021/22 | Hradec Králové       | Třinec                                    | Sparta Praha                              | 4 : 2                                     | Václav Varaďa a Marek Zadina              |
| 2022/23 | Pardubice            | Třinec                                    | Hradec Králové                            | 4 : 2                                     | Zdeněk Moták a Vladimír Országh           |
| 2023/24 | Pardubice            | Třinec                                    | Pardubice                                 | 4 : 3                                     | Zdeněk Moták a Vladimír Országh           |
| 2024/25 | Sparta Praha         | Brno                                      | Pardubice                                 | 4 : 3                                     | Kamil Pokorný a Jiří Horáček              |

## Změny klubů v Extralize
| Sezona    | Sestoupily z Extraligy    | Postoupili do Extraligy  |
| --------- | ------------------------- | ------------------------ |
| 1994/1995 | Rozšíření z 12 na 14 týmů | Brno a Třinec            |
| 1996/1997 | Brno                      | Opava                    |
| 1997/1998 | Olomouc                   | Karlovy Vary             |
| 1999/2000 | Jihlava                   | Znojmo                   |
| 2002/2003 | Kladno                    | Liberec                  |
| 2003/2004 | Havířov                   | Kladno                   |
| 2004/2005 | České Budějovice          | Jihlava                  |
| 2005/2006 | Jihlava                   | České Budějovice         |
| 2007/2008 | Vsetín                    | Ústí nad Labem           |
| 2008/2009 | Ústí nad Labem            | Mladá Boleslav           |
| 2009/2010 | Znojmo                    | Brno                     |
| 2012/2013 | Mladá Boleslav            | Chomutov                 |
| 2013/2014 | České Budějovice          | Hradec Králové           |
| 2014/2015 | Chomutov a Kladno         | Mladá Boleslav a Olomouc |
| 2015/2016 | Slavia Praha              | Chomutov                 |
| 2017/2018 | Karlovy Vary              | Jihlava                  |
| 2018/2019 | Jihlava                   | Karlovy Vary             |
| 2019/2020 | Chomutov                  | Kladno                   |
| 2020/2021 | Kladno                    | České Budějovice         |
| 2021/2022 | Rozšíření na 15 týmů      | Kladno                   |
| 2022/2023 | Zlín                      | Snížení na 14 týmů       |

## Počet vyhraných sérií v play-off
Tučně = současné extraligové kluby
| Počet titulů | Klub             | S  | V   | P   |
| ------------ | ---------------- | -- | --- | --- |
| 6            | Třinec           | 37 | 99  | 103 |
| 6            | Vsetín           | 22 | 64  | 19  |
| 4            | Sparta Praha     | 46 | 120 | 98  |
| 3            | Pardubice        | 35 | 97  | 81  |
| 2            | Slavia Praha     | 35 | 98  | 92  |
| 2            | Zlín             | 36 | 86  | 97  |
| 3            | Brno             | 18 | 59  | 34  |
| 1            | Liberec          | 26 | 70  | 66  |
| 1            | Plzeň            | 29 | 66  | 87  |
| 1            | Litvínov         | 20 | 43  | 57  |
| 1            | Olomouc          | 9  | 18  | 22  |
| 1            | Karlovy Vary     | 8  | 25  | 18  |
| 0            | Vítkovice        | 35 | 78  | 92  |
| 0            | Chomutov         | 5  | 12  | 13  |
| 0            | Mladá Boleslav   | 6  | 11  | 18  |
| 0            | Hradec Králové   | 8  | 16  | 28  |
| 0            | Jihlava          | 2  | 3   | 5   |
| 0            | České Budějovice | 19 | 29  | 53  |
| 0            | Kladno           | 13 | 21  | 35  |
| 0            | Znojmo           | 9  | 22  | 29  |

## Nejvíce startů v extralize (základní část + play off + o umístění)
- Tučně = hokejisté, stále hrající v české extralize
- Aktualizace po ukončení sezony 2024/2025

| Pořadí | Hráč             | Základní část | Play off | Play out | Počet utkání | Statistiky na hokej.cz |
| ------ | ---------------- | ------------- | -------- | -------- | ------------ | ---------------------- |
| 1.     | Viktor Hübl      | 1153          | 123      | 25       | 1276         |                        |
| 2.     | Petr Kadlec      | 1025          | 213      | 12       | 1250         |                        |
| 3.     | František Ptáček | 1033          | 161      | 16       | 1210         |                        |
| 4.     | Tomáš Žižka      | 989           | 177      | 10       | 1176         |                        |
| 5.     | Ondřej Kratěna   | 954           | 201      | 8        | 1163         |                        |
| 6.     | Ondřej Veselý    | 983           | 155      | 18       | 1156         |                        |
| 7.     | Petr Leška       | 991           | 153      | 12       | 1156         |                        |
| 8.     | Jiří Burger      | 985           | 140      | 8        | 1130         |                        |
| 9.     | Lukáš Pech       | 957           | 117      | 30       | 1104         |                        |
| 10.    | Lukáš Krenželok  | 892           | 171      | 29       | 1092         |                        |
| 11.    | David Nosek      | 954           | 132      | 0        | 1086         |                        |
| 12.    | Michal Gulaši    | 933           | 101      | 44       | 1078         |                        |
| 13.    | Michal Trávníček | 968           | 66       | 29       | 1063         |                        |
| 14.    | Lukáš Galvas     | 912           | 145      | 2        | 1059         |                        |
| 15.    | Lukáš Derner     | 895           | 151      | 12       | 1058         |                        |
| 16.    | Jan Výtisk       | 931           | 114      | 12       | 1057         |                        |
| 17.    | Marek Melenovský | 903           | 123      | 17       | 1043         |                        |
| 18.    | Pavel Kolařík    | 838           | 152      | 17       | 1007         |                        |
| 19.    | Jiří Hanzlík     | 897           | 106      | 4        | 1007         |                        |
| 20.    | Marek Tomica     | 807           | 172      | 22       | 1001         |                        |
| 21.    | Václav Skuhravý  | 906           | 95       | 0        | 1001         |                        |

## Nejvyšší počet získaných bodů v základní části
| Pořadí | Sezona                  | Klub                                                     | Počet bodů |
| ------ | ----------------------- | -------------------------------------------------------- | ---------- |
| 1.     | 2023/24                 | HC Dynamo Pardubice                                      | 121        |
| 2.     | 2015/16                 | Bílí Tygři Liberec                                       | 118        |
| 3.     | 2021/22                 | Mountfield HK                                            | 116        |
| 4.     | 2021/22                 | HC Oceláři Třinec                                        | 112        |
| 5.     | 2002/03 2023/24         | HC ČSOB Pojišťovna Pardubice HC Sparta Praha             | 111        |
| 6.     | 2013/14 2015/16         | HC Sparta Praha                                          | 110        |
| 7.     | 2003/04 2020/21 2022/23 | HC Moeller Pardubice HC Sparta Praha HC Dynamo Pardubice | 108        |

## Nejúspěšnější trenéři
| Pořadí | Trenér            | Počet | Ročníky                                                                                          |
| ------ | ----------------- | ----- | ------------------------------------------------------------------------------------------------ |
| 1.     | Jan Neliba        | 3x    | 1996/97 (Vsetín), 1997/98 (Vsetín), 2000/01 (Vsetín) - v rovnocenné dvojici se Zdislavem Tabarou |
| 2.     | František Výborný | 3x    | 1999/00 (Sparta Praha), 2005/06 (Sparta Praha), 2006/07 (Sparta Praha)                           |
| 3.     | Václav Varaďa     | 3x    | 2018/19 (Třinec), 2020/21 (Třinec), 2021/22 (Třinec)                                             |
| 4.     | Horst Valášek     | 2x    | 1994/95 (Vsetín), 1995/96 (Vsetín)                                                               |
| 5.     | Zdislav Tabara    | 2x    | 1998/99 (Vsetín), 2000/01 (Vsetín) - v rovnocenné dvojici s Janem Nelibou                        |
| 6.     | Vladimír Růžička  | 2x    | 2002/03 (Slavia Praha), 2007/08 (Slavia Praha)                                                   |
| 7.     | Václav Sýkora     | 2x    | 2001/02 (Sparta Praha), 2009/10 (Pardubice)                                                      |
| 8.     | Libor Zábranský   | 2x    | 2016/17 (Brno), 2017/18 (Brno)                                                                   |
| 9.     | Zdeněk Moták      | 2x    | 2022/23 (Třinec), 2023/24 (Třinec)                                                               |
| 10.    | Josef Augusta     | 1x    | 1993/94 (Olomouc)                                                                                |
| 11.    | Ernest Bokroš     | 1x    | 2003/04 (Zlín)                                                                                   |
| 12.    | Vladimír Martinec | 1x    | 2004/05 (Pardubice)                                                                              |
| 13.    | Josef Paleček     | 1x    | 2008/09 (Karlovy Vary)                                                                           |
| 14.    | Pavel Marek       | 1x    | 2010/11 (Třinec)                                                                                 |
| 15.    | Pavel Hynek       | 1x    | 2011/12 (Pardubice)                                                                              |
| 16.    | Milan Razým       | 1x    | 2012/13 (Plzeň)                                                                                  |
| 17.    | Rostislav Vlach   | 1x    | 2013/14 (Zlín)                                                                                   |
| 18.    | Radim Rulík       | 1x    | 2014/15 (Litvínov)                                                                               |
| 19.    | Filip Pešán       | 1x    | 2015/16 (Liberec)                                                                                |
| 20.    | Kamil Pokorný     | 1x    | 2024/25 (Brno)                                                                                   |

## Hráči s nejvyšším počtem extraligových titulů
| Hráč | Počet |
| --- | ----- |
| Ondřej Kratěna | 8x    |
| Jiří Dopita, Martin Růžička | 7x    |
| Ivo Pešat, Alexej Jaškin, Jan Srdínko, Roman Stantien | 6x    |
| Radim Tesařík, Roman Čechmánek, Rostislav Vlach, Josef Beránek, David Hruška, Tomáš Sršeň, Pavel Zubíček, Erik Hrňa, Marian Adámek, Vladimír Dravecký, Petr Vrána | 5x    |

## Nejproduktivnější hráči extraligy
- stav po sezoně 2024/2025
- Nejproduktivnější hráči základní části + playoff + o umístění + o udržení

| Poř. | Hráč           | Současný klub     | Počet utkání | Branky | Asistence | Body | Počet týmů | Link       |
| ---- | -------------- | ----------------- | ------------ | ------ | --------- | ---- | ---------- | ---------- |
| 1.   | Petr Leška     | ukončil kariéru   | 1156         | 281    | 628       | 909  | 3 kluby    | Statistika |
| 2.   | Viktor Hübl    | ukončil kariéru   | 1276         | 402    | 501       | 903  | 3 kluby    | Statistika |
| 3.   | Jiří Burger    | ukončil kariéru   | 1129         | 334    | 467       | 801  | 3 kluby    | Statistika |
| 4.   | Richard Král   | ukončil kariéru   | 791          | 314    | 482       | 796  | 5 klubů    | Statistika |
| 5.   | Martin Růžička | HC Oceláři Třinec | 940          | 359    | 436       | 795  | 3 klubů    | Statistika |
| 6.   | Ondřej Kratěna | ukončil kariéru   | 1163         | 340    | 440       | 780  | 4 kluby    | Statistika |
| 7.   | Petr Ton       | ukončil kariéru   | 913          | 384    | 384       | 768  | 3 kluby    | Statistika |
| 8.   | Lukáš Pech     | HC Tábor          | 1104         | 271    | 491       | 762  | 5 klubů    | Statistika |
| 9.   | Viktor Ujčík   | ukončil kariéru   | 884          | 381    | 365       | 746  | 6 klubů    | Statistika |
| 10.  | Pavel Patera   | ukončil kariéru   | 848          | 266    | 479       | 745  | 3 kluby    | Statistika |

## Návštěvnost
Návštěvnostní rekord v Česku 21 500 diváků měl zápas 8. ledna 2016 brněnské Komety s pražskou Spartou na otevřeném mobilním stadionu, který dočasně vznikl na místě zbořeného stadionu za Lužánkami. Nejvíce diváků na Extraligovém zápase však mělo open air utkání mezi (domácím) Litvínovem a Spartou Praha 4.1.2020 konajícím se na drážďanském fotbalovém stadioně v Německu o počtu 32 009 diváků. Rekord v kryté hale 17 220 diváků měl zápas 13.11.2019 Sparty a Kladna, a téže na všech finálových zápasech Sparty s Třincem odehraných ve dnech 22,23, a 28.4.2022 v O2 Areně.
Níže jsou údaje od roku 1993 do současnosti.
| Sezóna  | Základní část | Play off | Skupina o udržení | Baráž | Nejvyšší návštěvnost         | Ø v ZČ | Nejnižší návštěvnost    | Ø v ZČ |
| ------- | ------------- | -------- | ----------------- | ----- | ---------------------------- | ------ | ----------------------- | ------ |
| 1993/94 | 3852          | 6417     | 2835              |       | HC Stadion Hradec Králové    | 5078   | HC Dukla Jihlava        | 1867   |
| 1994/95 | 4234          |          | 1522              | x     | HC Vítkovice                 | 6032   | České Budějovice        | 2958   |
| 1995/96 | 3783          | 5519     | x                 | 2855  | HC Vítkovice                 | 5544   | České Budějovice        | 2350   |
| 1996/97 | 4597          |          | x                 |       | HC Vítkovice                 | 7386   | HC Slavia Praha         | 2609   |
| 1997/98 | 4974          |          | x                 |       | HC IPB Pojišťovna Pardubice  | 6964   | HC Slezan Opava         | 3137   |
| 1998/99 | 4634          |          | x                 |       | HC IPB Pojišťovna Pardubice  | 7375   | HC Dukla Jihlava        | 2291   |
| 1999/00 | 4748          | 7606     | x                 | 7813  | HC Keramika Plzeň            | 6963   | HC Slavia Praha         | 2539   |
| 2000/01 | 4379          | 7043     | x                 | 4770  | HC IPB Pojišťovna Pardubice  | 7024   | HC Vagnerplast Kladno   | 2363   |
| 2001/02 | 3980          | 7268     | x                 | 5711  | HC IPB Pojišťovna Pardubice  | 7060   | České Budějovice        | 1623   |
| 2002/03 | 4387          | 6504     | x                 | 5560  | HC ČSOB Pojišťovna Pardubice | 7225   | HC Havířov              | 2054   |
| 2003/04 | 4209          | 6762     | x                 | 7014  | HC Moeller Pardubice         | 8200   | HC Slavia Praha         | 2785   |
| 2004/05 | 4999          | 7764     | x                 | 6448  | HC Moeller Pardubice         | 8770   | HC Energie Karlovy Vary | 3025   |
| 2005/06 | 4332          | 8391     | x                 | 5730  | HC Moeller Pardubice         | 8449   | HC Rabat Kladno         | 2611   |
| 2006/07 | 4394          | 8007     | x                 | x     | HC MoellerPardubice          | 8596   | HC Oceláři Třinec       | 2578   |
| 2007/08 | 4784          | 7238     | 4634              | 5580  | HC Moeller Pardubice         | 8547   | HC Znojemští Orli       | 2763   |
| 2008/09 | 4902          | 7751     | 3448              | 4257  | HC Moeller Pardubice         | 9116   | HC Znojemští Orli       | 2699   |
| 2009/10 | 5240          | 7292     | 4215              | 4821  | HC Eaton Pardubice           | 8682   | HC Geus Okna Kladno     | 2457   |
| 2010/11 | 4936          | 7139     | 4046              | 4959  | HC Eaton Pardubice           | 8922   | HC Vagnerplast Kladno   | 2159   |
| 2011/12 | 4824          | 7719     | 3692              | 4523  | HC ČSOB Pojišťovna Pardubice | 8380   | Rytíři Kladno           | 2658   |
| 2012/13 | 5169          | 6801     | 4764              | 4412  | HC ČSOB Pojišťovna Pardubice | 8490   | HC Energie Karlovy Vary | 3431   |
| 2013/14 | 4948          | 6832     | 3296              | 3844  | HC ČSOB Pojišťovna Pardubice | 8037   | Rytíři Kladno           | 2721   |
| 2014/15 | 5113          | 6287     | 3929              | 4354  | HC ČSOB Pojišťovna Pardubice | 8298   | HC Energie Karlovy Vary | 3308   |
| 2015/16 | 5406          | 7413     | 5207              | 3397  | HC Kometa Brno               | 8429   | HC Energie Karlovy Vary | 3146   |
| 2016/17 | 5178          | 6651     | 4453              | 6370  | HC Sparta Praha              | 8032   | HC Energie Karlovy Vary | 2977   |
| 2017/18 | 5455          | 6612     | 4387              | 4952  | HC Sparta Praha              | 8708   | BK Mladá Boleslav       | 3151   |
| 2018/19 | 5401          | 6384     | 5089              | 5999  | HC Sparta Praha              | 7435   | BK Mladá Boleslav       | 4173   |
| 2019/20 | 5724          | x        | x                 | x     | HC Sparta Praha              | 10330  | BK Mladá Boleslav       | 3387   |
| 2020/21 | -             | -        | x                 | x     | -                            | -      | -                       | -      |
| 2021/22 | 2802          | 6518     | x                 | 4778  | HC Dynamo Pardubice          | 4604   | BK Mladá Boleslav       | 1667   |
| 2022/23 | 5350          | 6564     | x                 | 6100  | HC Sparta Praha              | 10837  | BK Mladá Boleslav       | 3109   |
| 2023/24 | 5562          | 7452     | x                 | 6450  | HC Sparta Praha              | 11586  | Rytíři Kladno           | 2653   |
| 2024/25 | 5827          | 7963     | x                 | 5181  | HC Sparta Praha              | 12804  | BK Mladá Boleslav       | 3383   |

## Nekonečné prodloužení
Od sezony 2006/2007 bylo zavedeno tzv. „nekonečné“ prodloužení pro rozhodující zápasy série play-off nebo baráže, tj. pro sedmý zápas série na čtyři vítězství a pátý pro série na tři vítězství. Tato utkání se v případě remízy v základním hracím čase prodlužují po dvaceti minutách do vstřelení vítězné branky.
Od sezony 2015/2016 bylo pravidlo rozšířeno i na pátý a šestý zápas série play-off.
|     | Sezóna  | Kolo           | Datum           | Domácí                         | Hosté                  | Skóre | Třetiny                              | Čas vítězné branky | Střelec rozhodující branky |
| --- | ------- | -------------- | --------------- | ------------------------------ | ---------------------- | ----- | ------------------------------------ | ------------------ | -------------------------- |
| 1.  | 2022/23 | 6. semifinále  | 13. dubna 2023  | Mountfield HK                  | HC Vítkovice Ridera    | 1:2p  | (0:1, 0:0, 1:0 — 0:0, 0:0, 0:0, 0:1) | 138:51             | Dominik Lakatoš            |
| 2.  | 2023/24 | 7. semifinále  | 13. dubna 2024  | HC Sparta Praha                | HC Oceláři Třinec      | 2:3p  | (1:1, 1:0, 0:1 - 0:0, 0:0, 0:0, 0:1) | 121:46             | Miloš Roman                |
| 3.  | 2012/13 | 5. předkolo    | 7. března 2013  | HC Mountfield České Budějovice | HC Vítkovice Steel     | 2:3p  | (1:1, 1:1, 0:0 – 0:0, 0:0, 0:1)      | 113:51             | Peter Húževka              |
| 3.  | 2021/22 | 5. čtvrtfinále | 28. března 2022 | HC Sparta Praha                | Bílí Tygři Liberec     | 5:4p  | (2:2, 2:2, 0:0 – 0:0, 0:0, 1:0)      | 103:28             | Tomáš Pavelka              |
| 4.  | 2022/23 | 5. semifinále  | 11. dubna 2023  | HC Vítkovice Ridera            | Mountfield HK          | 3:2p  | (0:2, 1:0, 1:0 – 0:0, 1:0)           | 98:59              | Patrik Koch                |
| 5.  | 2012/13 | 7. finále      | 21. dubna 2013  | PSG Zlín                       | HC Škoda Plzeň         | 3:4p  | (0:0, 2:2, 1:1 – 0:0 ,0:1)           | 96:15              | Martin Straka              |
| 6.  | 2016/17 | 5. předkolo    | 12. března 2017 | HC Vítkovice Ridera            | HC Škoda Plzeň         | 1:2p  | (0:0, 0:1, 1:0 – 0:0, 0:1)           | 94:22              | David Stach                |
| 7.  | 2016/17 | 5. čtvrtfinále | 22. března 2017 | HC Oceláři Třinec              | Piráti Chomutov        | 3:2p  | (1:0, 1:1, 0:1 – 0:0, 1:0)           | 88:28              | David Cienciala            |
| 8.  | 2018/19 | 5. finále      | 26. dubna 2019  | Bílí Tygři Liberec             | HC Oceláři Třinec      | 2:3p  | (1:0, 1:1, 0:1, – 0:0, 0:1)          | 86:11              | Ondřej Kovařčík            |
| 9.  | 2008/09 | 7. čtvrtfinále | 15. března 2009 | HC Moeller Pardubice           | HC Lasselsberger Plzeň | 3:4p  | (2:2, 0:0, 1:1 – 0:0, 0:1)           | 86:07              | Martin Adamský             |
| 10. | 2015/16 | 6. finále      | 24. dubna 2016  | HC Sparta Praha                | Bílí Tygři Liberec     | 1:2p  | (1:0, 0:1, 0:0 – 0:0, 0:1)           | 85:09              | Martin Bakoš               |
| 11. | 2023/24 | 7. finále      | 28. dubna 2024  | HC Dynamo Pardubice            | HC Oceláři Třinec      | 1:2p  | (0:0, 1:1, 0:0 - 0:0, 0:1)           | 83:51              | David Cienciala            |
| 12. | 2020/21 | 5. semifinále  | 11. dubna 2021  | HC Sparta Praha                | Bílí Tygři Liberec     | 3:2p  | (1:0, 0:1, 1:1 – 0:0, 1:0)           | 81:00              | Michal Řepík               |

## Nejmladší hráči české extraligy včetně play off a play out
| Hráč            | Klub      | Věk                    | Datum utkání | Kolo     | Utkání                       |
| --------------- | --------- | ---------------------- | ------------ | -------- | ---------------------------- |
| Adam Sedlák     | Vítkovice | 15 let 1 měsíc 25 dnů  | 15.11.2006   | 22. kolo | Vítkovice – České Budějovice |
| Rostislav Olesz | Vítkovice | 15 let 3 měsíce 16 dnů | 26.1.2001    | 41. kolo | Sparta – Vítkovice           |
| Matěj Stříteský | Vsetín    | 15 let 4 měsíce 4 dny  | 24.1.2006    | 43. kolo | Sparta – Vsetín              |
| David Štich     | Plzeň     | 15 let 7 měsíců 22 dnů | 7.12.2004    | 30. kolo | Zlín – Plzeň                 |
| Tomáš Plekanec  | Kladno    | 15 let 11 měsíců 6 dnů | 6.10.1998    | 10. kolo | Karlovy Vary – Kladno        |

## Nejrychlejší branky v historii české extraligy
| Sezóna  | Kolo        | Datum      | Domácí                  | Hosté             | Skóre | Třetiny         | Čas   | Střelec rozhodující branky |
| ------- | ----------- | ---------- | ----------------------- | ----------------- | ----- | --------------- | ----- | -------------------------- |
| 2011/12 | 21. kolo ZČ | 16.11.2011 | HC Energie Karlovy Vary | HC Sparta Praha   | 0:3   | (0:2, 0:1, 0:0) | 00:07 | Dominik Pacovský           |
| 2013/14 | 6. kolo ZČ  | 27.9.2013  | HC Sparta Praha         | HC Oceláři Třinec | 8:3   | (4:1, 2:2, 2:0) | 00:07 | Petr Ton                   |

## Přehled vítězů v české nejvyšší soutěži
Zdroj:
| Klub              | Tituly | Vítězné ročníky                                      | Stříbrná medaile | Bronzová medaile | Odkaz |
| ----------------- | ------ | ---------------------------------------------------- | ---------------- | ---------------- | ----- |
| Třinec            | 6      | 2010/11, 2018/19, 2020/21, 2021/22, 2022/23, 2023/24 | 3×               | 2×               |       |
| Vsetín            | 6      | 1994/95, 1995/96, 1996/97, 1997/98, 1998/99, 2000/01 | 1×               | 0×               |       |
| Sparta Praha      | 4      | 1999/00, 2001/02, 2005/06, 2006/07                   | 3×               | 9×               |       |
| Kometa Brno       | 3      | 2016/17, 2017/18, 2024/25                            | 2×               | 1×               |       |
| Pardubice         | 3      | 2004/05, 2009/10, 2011/12                            | 5×               | 2×               |       |
| Zlín              | 2      | 2003/04, 2013/14                                     | 4×               | 1×               |       |
| Slavia Praha      | 2      | 2002/03, 2007/08                                     | 3×               | 2×               |       |
| Liberec           | 1      | 2015/16                                              | 3×               | 2×               |       |
| Karlovy Vary      | 1      | 2008/09                                              | 1×               | 0×               |       |
| Litvínov          | 1      | 2014/15                                              | 1×               | 0×               |       |
| Plzeň             | 1      | 2012/13                                              | 0×               | 5×               |       |
| Olomouc           | 1      | 1993/94                                              | 0×               | 0×               |       |
| Vítkovice         | 0      |                                                      | 4x               | 2×               |       |
| Kladno            | 0      |                                                      | 0×               | 3×               |       |
| České Budějovice  | 0      |                                                      | 0×               | 3×               |       |
| Hradec Králové    | 0      |                                                      | 1×               | 1×               |       |
| Znojmo            | 0      |                                                      | 0×               | 1×               |       |
| BK Mladá Boleslav | 0      |                                                      | 0×               | 0×               |       |

## Televize
Od sezóny 2023/2024 má v Česku na Extraligu na pět sezon plná práva televize O2 TV Sport společnosti O2 Czech Republic, některé zápasy může vysílat i ČT sport. Dříve vysílala všechny zápasy stanice ČT sport. Sledovat se dá také na internetu živými přenosy na Tipsportu (tipsport.cz).

## Trofeje a ocenění

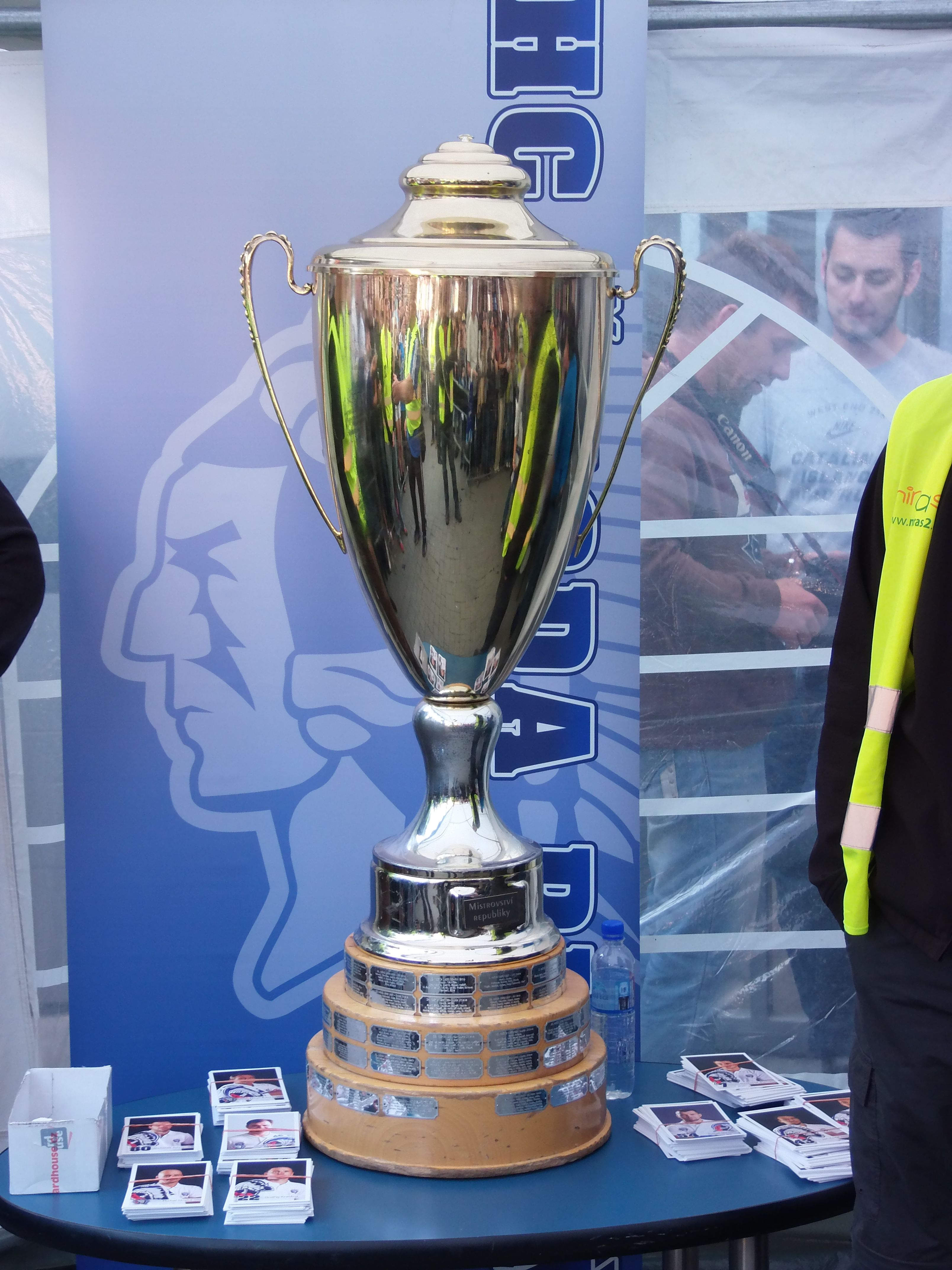
Pohár T. G. Masaryka v Plzni (2013)

- Pohár T. G. Masaryka - vítězný tým play-off
- Pohár Jaroslava Pouzara – vítězný tým základní části.
- Hokejista sezony Tipsport ELH
- Cena Václava Paciny – nejužitečnější hráč play-off
- Nejlepší hráč utkání (ELH)
- Nejproduktivnější hráč Tipsport ELH
- Nejlepší střelec (ELH)
- Nejlepší obránce (ELH)
- Nejlepší brankář (ELH)
- Nejlepší trenér (ELH)
- Nejlepší nováček (ELH)
- Nejslušnější hráč (ELH)
- Nejlepší rozhodčí (ELH)
- Zlatá helma Sencor – nejlepší akce sezony
- Sympaťák Tipsport ELH